# Guy Rouleau (homme politique)
Pour les articles homonymes, voir Guy Rouleau et Rouleau.
Guy Rouleau (Montréal, 19 février 1923 – 7 octobre 2010), est un avocat et ancien homme politique fédéral du Québec.

## Biographie
Élu député libéral lors des élections de 1953 dans la circonscription de Dollard, il est réélu en 1957, 1958, 1962 et en 1963. Sa carrière parlementaire finit brusquement par sa démission le 31 juillet 1965, peu de temps avant les élections de 1965.
Pendant son passage à la Chambre des communes, il est secrétaire parlementaire du premier ministre Lester B. Pearson en 1964. Cependant, il se retrouve éclaboussé avec l'ensemble du gouvernement, surtout le ministre de la justice Guy Favreau, à la suite de l'évasion du trafiquant de drogues Lucien Rivard,.